# 多米尼加国徽
多明尼加共和國國徽為繪有國旗圖案的盾徽。上有金色的十字架、翻開的《聖經》（所示的章節為若望福音8:32「真理使人自由」）。左右兩側各有一枝矛和兩面國旗。盾徽外由棕櫚和月桂枝條裝飾。上方的藍色綬帶書有國家格言「上帝、祖國、自由」，下方紅色綬帶書有國名。